# El Pobo
El Pobo è un comune spagnolo di 129 abitanti situato nella comunità autonoma dell'Aragona.